# Hatti-chérif
Le Hatt-i Sharif de Gülhane ("Noble rescrit de la Maison des roses") est la première réforme des tanzimat, signée le 3 novembre 1839 par le Sultan Abdülmecid Ier. Cet édit garantit la vie et la propriété de tous les sujets ottomans, sans distinction de religion. Il confie la collecte des impôts à un fonctionnaire salarié de l’État, assisté d’un Divan composé de neuf musulmans et de quatre chrétiens (deux orthodoxes, un maronite et un Arménien).
Bien que ce rescrit fût présenté à l'époque dans la presse occidentale, en France notamment, comme une constitution, il en était encore loin. La liberté de religion et de croyance n'était pas instituée d'une manière non équivoque, de même que l'égalité politique entre musulmans et non-musulmans.
Dans la pratique, les communautés non-musulmanes reconnues bénéficiaient de la liberté de religion, certains non-musulmans remplissaient des fonctions auxiliaires au sein des institutions ottomanes, interprètes, envoyés spéciaux, mais aussi, d'une manière informelle, des Grecs, des Arméniens et des Juifs travaillaient comme médecins, secrétaires et conseillers pour divers sultans et notables pendant la première moitié du XXe siècle mais ne bénéficiaient pas de la sécurité ou des droits musulmans.